# Франко Петро Іванович
Петро́ Іва́нович Франко́ (28 червня 1890 , Нагуєвичі, Цислейтанія  — не раніше 28 червня 1941 або 1941 , невідомо ) — український педагог, письменник, науковець-хімік. Учасник національно-визвольних змагань 1917—1920 (зокрема, військовий льотчик УГА). Співзасновник Пласту. Член Наукового Товариства ім. Шевченка. Депутат Верховної Ради УРСР 1-го скликання (з 1940 року). Син Івана Франка.

## Життєпис

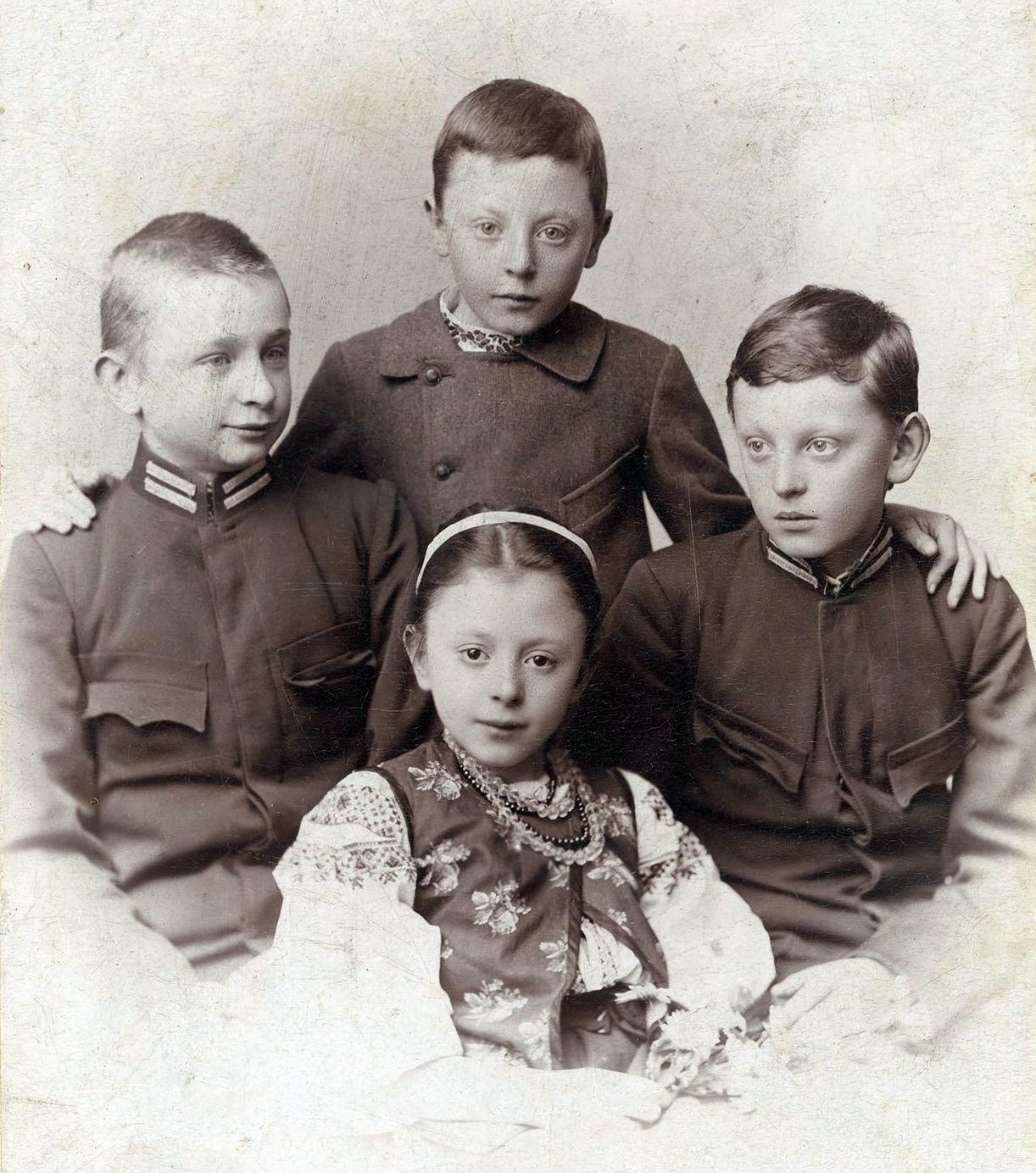
Діти Івана Франка. Зліва Андрій, Петро, Тарас, у центрі Ганна. 1902 р.

Учительський відділ товариства «Сокіл-Батько» у Львові, весна 1913. Зліва направо: Іван Боберський, Степан Гайдучок, Тарас Франко, Омелян Гузар, Петро Франко, Іван Ігнат, Олександр Довбенко, Ігор Федів.

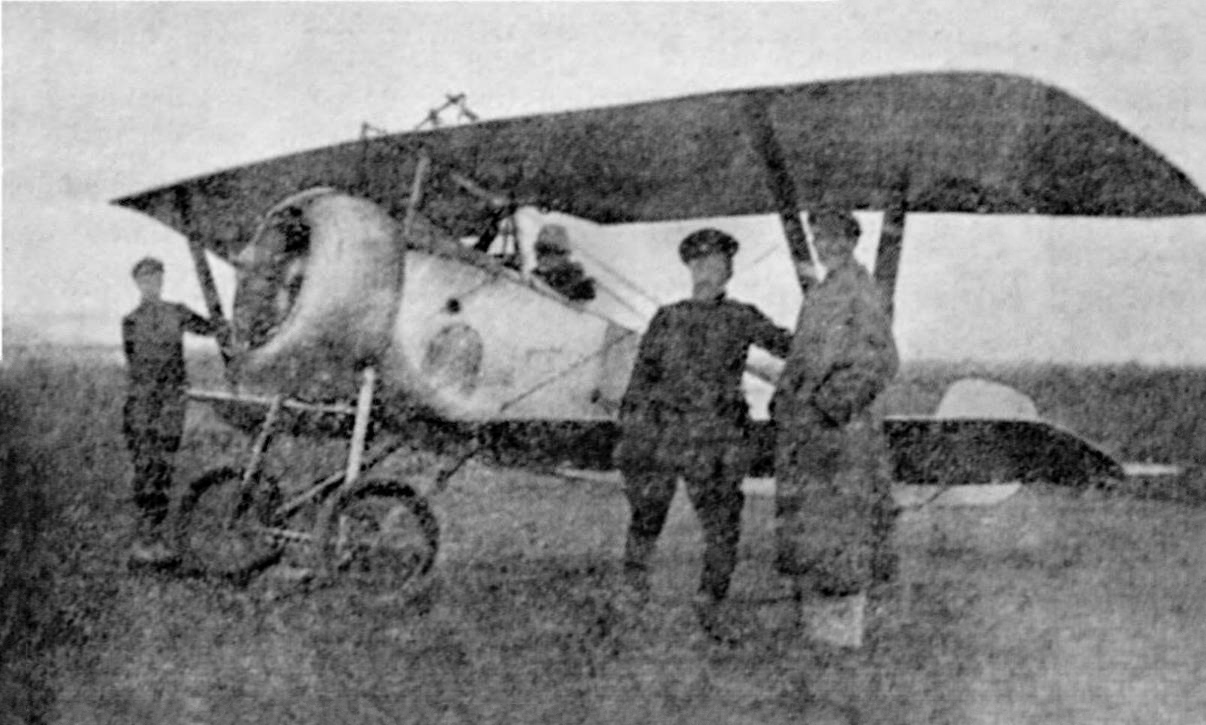
Аероплан УГА

Народився 28-го червня 1890 року у с. Нагуєвичі. День народження був напередодні святого Петра, тому йому надали таке ім'я.
28-го липня 1890 року у листі до Михайла Драгоманова Іван Франко писав:
| «У мене вродився третій син, прозвали ми його Петром. Жінка здорова, живе на селі з дітьми»[1] |
Закінчив Львівську політехніку.
У 1911—1914 роках був учителем фізичного виховання у філії української Академічної гімназії у Львові. Восени 1911 року організовував у своїй гімназії пластові гуртки та проводив з ними спортивно-військові заняття. У 1913 році видав книжечку «Пластові ігри та забави».
З 1914 року в ранзі поручника командував сотнею Легіону УСС.
У часі листопадових боїв за Львів Франко з кулеметною сотнею знаходився на Високому Замку.
6 грудня 1918 державний секретар військових справ ЗУНР Дмитро Вітовський підписав наказ про формування Летунського відділу Галицької армії; командиром відділу став поручник Франко. З 1918 року сотник Петро Франко вів референтуру летунства в Начальній Команді Української Галицької Армії до її інтернування у 1920 році. 4 січня 1919 року, проводячи повітряну розвідку на північ від Львова на 2-місному «Альбатросі», Петро Франко був збитий ворожим літаком. Він та його другий пілот, старший десятник Роман Кавута (Клатва), залишилися живими, але потрапили у полон до поляків, були інтерновані у табір Домб'є; за золотий перстень Франко виміняв у вартового польський військовий однострій і втік із табору. Створений П. Франком авіаполк збив 16 польських літаків; за заслуги в організації авіації Симон Петлюра надав військове звання полковника.
У 1922 році прибув до Відня, де займався видавничою діяльністю.
У 1922—1930 роках — професор української гімназії в Коломиї, одночасно доїжджав до Львова, де викладав в Українському таємному університеті.
У 1931—1936 — працював старшим науковим співробітником у науково-дослідному Інституті прикладної хімії в Харкові. Автор 36 зареєстрованих винаходів, переважно з галузі перероблення молока.
1936—1939 — учителював у гімназіях Львова та Яворова, викладав у торговельно-економічному інституті. У 1937 видав працю «Іван Франко зблизька». Всупереч письмового зобов'язання перед НКВС опублікував у газеті «Діло» статтю про голодомор.
Під час приєднання Західної України до УРСР був обраний у жовтні 1939 депутатом Народних Зборів Західної України.
У 1939—1941 роках працював деканом товарознавчого факультету Українського державного інституту радянської торгівлі у Львові. У 1940 році обраний депутатом до Верховної Ради УРСР.
З початком радянсько-німецької війни у червні 1941 вивезений радянською владою зі Львова на схід. За одними даними, загинув 28 червня 1941 року при спробі втечі з потяга на станції Прошова біля Тернополя. За іншими — у Великому Глибочку разом з Кирилом Студинським потрапив під бомбардування нацистів та здійснили спробу втечі, однак були розстріляні конвоїром. Ще одна версія — загинув у катівнях НКВД влітку того ж року. За іншими даними — спалений енкаведистами живцем у клуні разом з іншими діячами культури 18 жовтня 1941 р. в с. Старий Салтів під Харковом за два дні до зайняття німцями Харкова. За даними шифротелеграми НКДБ СРСР № 11569 від 6 липня 1941 року, Петро Франко разом із Кирилом Студинським та Михайлом Донцем був заарештований у Києві співробітниками НКДБ СРСР за вказівкою Микити Хрущова. У цій шифротелеграмі виконавець пропонує розстріляти заарештованих у зв'язку з тим, що евакуація вищевказаних осіб із Києва може мати ускладнення, та просить надання негайних вказівок.
Місце поховання невідоме. Вписаний про пам'ять на гробівці родини Франків-Галущаків на 69 полі Личаківського цвинтаря у Львові.

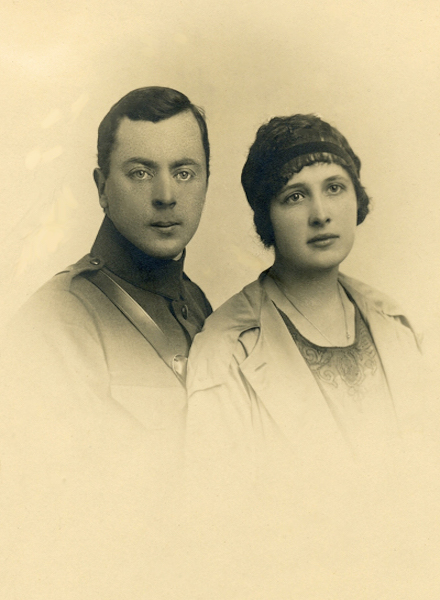
Петро Франко з дружиною Ольгою

## Науковий, мистецький доробок
Збирав фольклорно-етнографічні матеріали, писав оповідання.
Автор:
- підручників шведської руханки (зарядки), історії і теорії руханки;
- історичних оповідань «Махнівська попівна» (1928), «В пралісах Бразилії» (1928), «Без праці» (1930), «Дядько шкіпер»;
- спогадів «Іван Франко зблизька» (1937);
- кіносценарію за повістю «Борислав сміється» та ін.

## Родина
Дружина — письменниця-кулінарка, авторка рецептів Ольга Франко (Білевич).
Діти — Віра та Іванна (або Ася):
- Віра Франко (31 березня 1923, с. Полонична, нині Кам'янка-Бузького району Львівської області — 31 січня 1996, Львів) — навчалася у Львові, у школі сестер Василіянок, студентка Віденського університету (1939—1941)[7]. У вересні 1941 року за надуманим політичним звинуваченням у співпраці з органами НКВС гестапо арештувало Віру Франко, пізніше її переводять до німецького концтабору Равенсбрюк. У травні 1945 Віра Петрівна повернулася додому, але вже у вересні її знову арештовують, цього разу за звинуваченням НКВС у співпраці з ворожою розвідкою. 31 січня 1946 року була засуджена до п'яти років табору у Воркуті та довічне заслання до Сибіру. Додому змогла повернутися вже після смерті Сталіна, 27 листопада 1953 року. Реабілітована 14 грудня 1959 року[8]. Похована на Личаківському цвинтарі (поле № 4) у Львові[9].

- Іванна Франко (Галущак) (24 січня 1925, Коломия — 20 травня 1978[10]) — закінчила Львівський політехнічний інститут (1950), взяла шлюб з Мирославом Галущаком (1925—1987), мали дітей[7].

## Вшанування пам'яті
- У 2008 році указом Президента України іменем Петра Франка названа 7-ма бомбардувальна авіаційна бригада Повітряних сил Збройних сил України.
- На його честь названо 65 курінь УПЮ імені Петра Франка.
- У місті Старокостянтинів, при вході до 7-ї авіаційної бригади по вулиці Миру — на бетонній плиті намалювали портрет Петра Франка, чиє ім'я носить військова частина[11][12].
- У 1990 році на фасаді Львівської комерційної академії (тепер Львівський торговельно-економічний університет; вул. Туган-Барановського, 10), де упродовж 1939-1941 років Петро Франко працював деканом товарознавчого факультету Українського державного інституту радянської торгівлі було встановлено художньо-меморіальну бронзову таблицю роботи скульптора Еммануїла Миська[13].
- 24 серпня 2020 року, на день Незалежності України — у Києві у Солом'янському районі, на фасаді будинку за адресою вулиця Авіаконструктора Антонова, 7 відбулося урочисте відкриття муралу, присвяченого Петрові Франку[14][15][16][17].
- З нагоди 130-ліття від дня народження Петра Франка та до Дня захисника України 14 жовтня 2020 року на площі Літературно-меморіального музею Івана Франка в Нагуєвичах, відкрили перший пам'ятник Петрові Франку. Автор ідеї та організатор відкриття і освячення директор Державного історико-культурного заповідника «Нагуєвичі» — Богдан Лазорак. Скульптор — Іван Мисакович. Також до 130-ї річниці від дня народження П. Франка та події відкриття було виготовлено пам'ятну поштівку 1000-м тиражем авторства Андрія Сови та Романа Метельського[18].
- У місті Харків провулок Петрашівський перейменували на провулок Петра Франка.
- 11 вересня 2023 року відбулося відкриття мобільної виставки «Петро Франко. Повернення (з) легенди», що була презентованою у головному корпусі Львівського національного університету імені Івана Франка[19].
- 18 липня 2024 року вулиця Татарбунарська у Львові перейменована на вулицю Петра Франка[20].
- У місті Борислав вулицю Травневу перейменували на вулицю Петра Франка.[21]

## Кіновтілення
У лютому 2024 року відбулась прем'єра художнього біографічного фільму про Петра Франка «Інший Франко». У головній ролі — В'ячеслав Довженко.

## Світлини

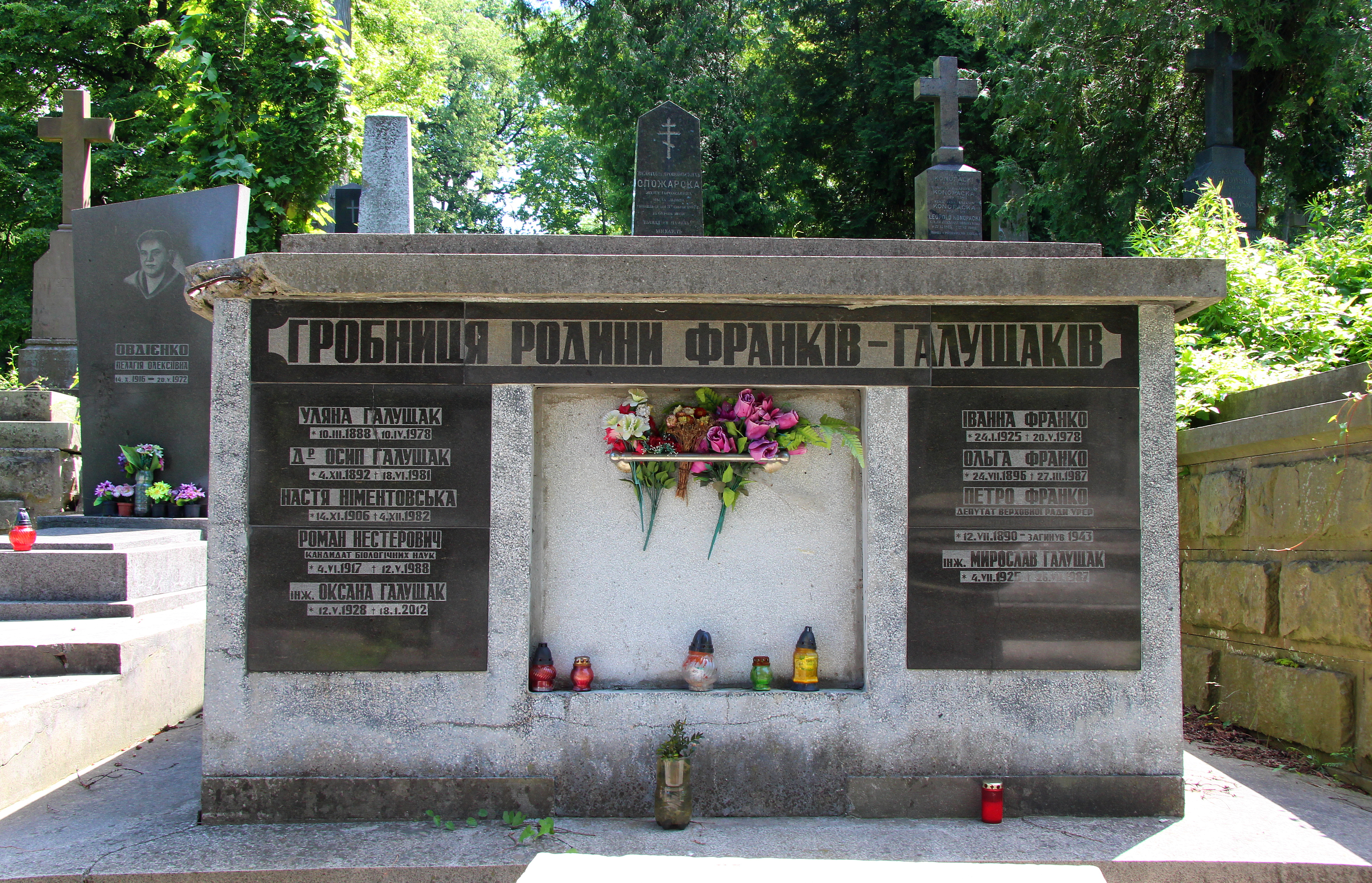
Гробівець родини Франків-Галущаків на полі № 69 Личаківського цвинтаря у Львові
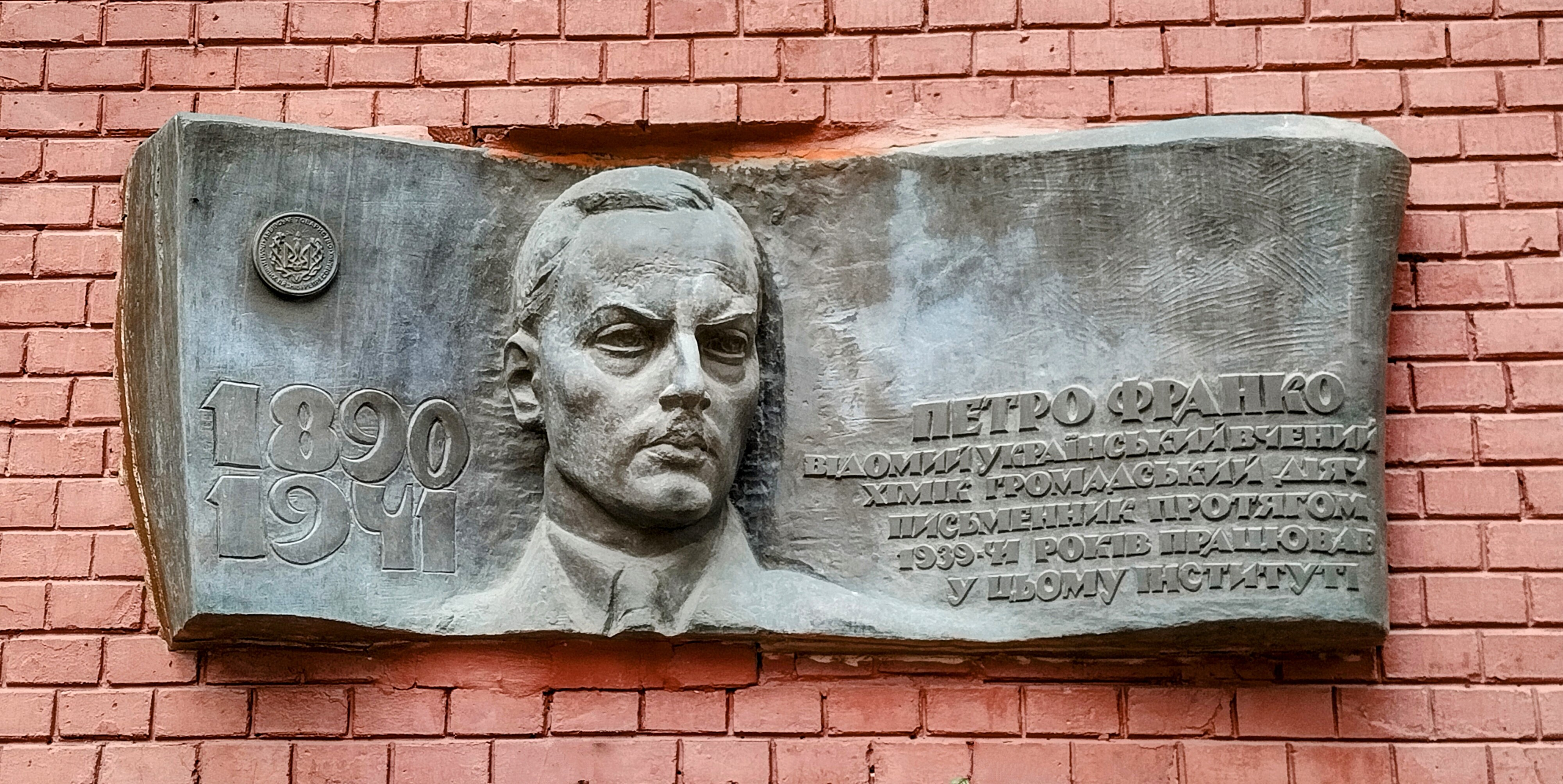
Меморіальна дошка на фасаді Львівського торговельно-економічного університету (автор - Еммануїл Мисько)
Київський мурал присвячений Петру Франку